# Lusura simois
Lusura simois är en fjärilsart som beskrevs av Stoll 1855. Lusura simois ingår i släktet Lusura och familjen tandspinnare. Inga underarter finns listade i Catalogue of Life.